# Берри, Кит
Кит А́дам Бе́рри (англ. Keith Adam Berry; род. 25 октября 1987, Марриета) — американский боец смешанного стиля, представитель средней и полутяжёлой весовых категорий. Выступает на профессиональном уровне начиная с 2005 года, известен по участию в турнирах бойцовских организаций Bellator, KOTC, Strikeforce, WEC и др. Владел титулом чемпиона KOTC в среднем весе.

## Биография
Кит Берри родился 25 октября 1987 года в городе Марриета штата Калифорния, США. Во время учёбы в местной старшей школе серьёзно занимался борьбой. Несмотря на тихий нрав, в молодости часто дрался и даже был помещён в колонию для несовершеннолетних. После освобождения по совету своего борцовского тренера начал осваивать бокс.

### Начало профессиональной карьеры
Дебютировал в смешанных единоборствах на профессиональном уровне в декабре 2005 года на турнире организации King of the Cage, выиграв у своего соперника техническим нокаутом в первом же раунде. Впоследствии одержал здесь ещё несколько побед, в том числе завоевал и защитил титул чемпиона в средней весовой категории (также претендовал на титул чемпиона в полутяжёлом весе, но проиграл чемпионский бой Тони Лопесу).
Дважды дрался в крупном американском промоушене World Extreme Cagefighting, один бой выиграл и один проиграл.

### Strikeforce
Имея в послужном списке десять побед и шесть поражений, Берри привлёк к себе внимание престижной организации Strikeforce и в 2011 году подписал с ней контракт. В конечном счёте провёл в Strikeforce три поединка, но во всех трёх потерпел поражение — был побеждён Тревором Смитом, Джаном Вилланте и Адланом Амаговым.

### Bellator
Начиная с 2013 года Берри выступал в другом крупном американском промоушене Bellator. Одержал здесь две победы и потерпел три поражения, после чего в июне 2014 года был уволен.
Несмотря на увольнение, вскоре Кит Берри вновь получил приглашение выступить на турнире Bellator. Он встретился с Джо Пачеко и победил его раздельным решением судей, однако позже выяснилось, что он провалил допинг-тест — его проба показала следы марихуаны и превышение уровня тестостерона по отношению к эпитестостерону. В итоге Атлетическая комиссия Калифорнии отстранила его на 300 дней и назначила ему штраф в размере 2500 долларов (25 % гонорара), в то время как результат боя с Пачеко был отменён.
По окончании срока дисквалификации в январе 2017 года Берри вернулся в ММА и на одном из турниров Bellator вышел в клетку против Кевина Кейси. Противостояние между ними продлилось всё отведённое время, в итоге судьи решением большинства зафиксировали ничью.

## Статистика в профессиональном ММА
| Боёв 31          | Побед 15 | Поражений 14 |
| ---------------- | -------- | ------------ |
| Нокаутом         | 9        | 8            |
| Сдачей           | 4        | 2            |
| Решением         | 1        | 4            |
| Дисквалификацией | 1        | 0            |
| Ничьи            | 1        | 1            |
| Не состоявшихся  | 1        | 1            |

| Результат    | Рекорд      | Соперник        | Способ                                | Турнир                                     | Дата             | Раунд | Время | Место             | Примечание                                             |
| ------------ | ----------- | --------------- | ------------------------------------- | ------------------------------------------ | ---------------- | ----- | ----- | ----------------- | ------------------------------------------------------ |
| Поражение    | 15-14-1 (1) | Джо Шиллинг     | Единогласное решение                  | Bellator 219                               | 29 марта 2019    | 3     | 5:00  | Темекьюла, США    |                                                        |
| Ничья        | 15-13-1 (1) | Кевин Кейси     | Решение большинства                   | Bellator 170                               | 21 января 2017   | 3     | 5:00  | Инглвуд, США      |                                                        |
| Не состоялся | 15-13 (1)   | Джо Пачеко      | Результат отменён                     | Bellator 127                               | 3 октября 2014   | 3     | 5:00  | Темекьюла, США    | Выиграл раздельным решением, но провалил допинг-тест.  |
| Поражение    | 15-13       | Дейв Виткей     | Единогласное решение                  | Bellator 116                               | 11 апреля 2014   | 3     | 5:00  | Темекьюла, США    |                                                        |
| Поражение    | 15-12       | Юджин Фадиора   | TKO (удары руками)                    | Bellator 105                               | 25 октября 2013  | 2     | 4:19  | Рио-Ранчо, США    |                                                        |
| Поражение    | 15-11       | Джереми Кимбалл | KO (удары руками)                     | Bellator 97                                | 31 июля 2013     | 2     | 1:45  | Рио-Ранчо, США    | Бой в промежуточном весе 86,2 кг.                      |
| Победа       | 15-10       | Кортес Коулман  | Раздельное решение                    | Bellator 96                                | 19 июня 2013     | 3     | 5:00  | Такервилл, США    | Бой в промежуточном весе 84,6 кг; Берри не сделал вес. |
| Победа       | 14-10       | Ричард Ригмаден | Сдача (кимура)                        | Bellator 92                                | 7 марта 2013     | 1     | 1:31  | Темекьюла, США    |                                                        |
| Победа       | 13-10       | Эдвард Дерби    | TKO (удары руками)                    | Xplode Fight Series: Vengeance             | 19 января 2013   | 1     | 1:02  | Вэлли-Сентер, США |                                                        |
| Победа       | 12-10       | Джош Гибсон     | TKO (удары руками)                    | Xplode Fight Series: Anarchy               | 22 сентября 2012 | 1     | 1:05  | Вэлли-Сентер, США | Выиграл титул чемпиона XFS в среднем весе.             |
| Поражение    | 11-10       | Адлан Амагов    | TKO (удары)                           | Strikeforce: Rousey vs. Kaufman            | 18 августа 2012  | 1     | 0:48  | Сан-Диего, США    |                                                        |
| Поражение    | 11-9        | Тайсон Джеффрис | Сдача (удушение сзади)                | FCOC: Fight Club OC                        | 14 апреля 2012   | 1     | 4:10  | Коста-Меса, США   |                                                        |
| Победа       | 11-8        | Кенни Айрес     | DQ                                    | Gladiator Challenge: Season’s Beatings 3   | 4 декабря 2011   | 1     | N/A   | Сан-Джасинто, США |                                                        |
| Поражение    | 10-8        | Джан Вилланте   | Единогласное решение                  | Strikeforce Challengers: Gurgel vs. Duarte | 12 августа 2011  | 3     | 5:00  | Лас-Вегас, США    |                                                        |
| Поражение    | 10-7        | Тревор Смит     | Техническая сдача (удушение север-юг) | Strikeforce Challengers: Fodor vs. Terry   | 24 июня 2011     | 2     | 3:02  | Кент, США         |                                                        |
| Поражение    | 10-6        | Бретт Купер     | KO (удары руками)                     | Lords of the Cage                          | 19 ноября 2010   | 1     | 0:10  | Темекьюла, США    |                                                        |
| Победа       | 10-5        | Брендан Эллисон | TKO (удары руками)                    | Gladiator Challenge: Fahrenheit            | 20 августа 2010  | 1     | 0:46  | Сан-Джасинто, США |                                                        |
| Победа       | 9-5         | Сэм Салас       | KO (удар рукой)                       | Gladiator Challenge: Bad Behavior          | 27 июня 2010     | 1     | 0:06  | Сан-Джасинто, США |                                                        |
| Победа       | 8-5         | Брайан Кэмпбелл | Сдача (удары руками)                  | Gladiator Challenge: Vision Quest          | 21 февраля 2010  | 1     | 0:14  | Сан-Джасинто, США |                                                        |
| Победа       | 7-5         | Джефф Авантс    | TKO (удары руками)                    | Gladiator Challenge: Never Quit            | 8 ноября 2009    | 1     | 0:25  | Сан-Джасинто, США |                                                        |
| Поражение    | 6-5         | Даг Маршалл     | KO (удары руками)                     | PureCombat 10: Fearless                    | 17 октября 2009  | 1     | 4:41  | Тулэри, США       |                                                        |
| Поражение    | 6-4         | Тони Лопес      | TKO (удары руками)                    | KOTC: Immortal                             | 27 февраля 2009  | 3     | 4:29  | Сан-Джасинто, США | Бой за титул чемпиона KOTC в полутяжёлом весе.         |
| Поражение    | 6-3         | Рэй Лизама      | TKO (удары в корпус)                  | ShoXC: Hamman vs. Suganuma 2               | 15 августа 2008  | 2     | 2:15  | Фрайант, США      |                                                        |
| Победа       | 6-2         | Умар Лав        | Сдача (удары)                         | KOTC: Final Chapter                        | 2 декабря 2007   | 2     | 4:50  | Сан-Джасинто, США | Защитил титул чемпиона KOTC в среднем весе.            |
| Победа       | 5-2         | Шон Лойффлер    | Сдача (треугольник)                   | KOTC: Collision Course                     | 5 августа 2007   | 1     | 2:05  | Сан-Джасинто, США | Выиграл титул чемпиона KOTC в среднем весе.            |
| Победа       | 4-2         | Эдриан Перес    | KO (удар коленом)                     | KOTC: Sinister                             | 27 апреля 2007   | 1     | 0:12  | Сан-Джасинто, США |                                                        |
| Поражение    | 3-2         | Кавика Мортон   | Раздельное решение                    | CCFC: Judgment Day                         | 17 февраля 2007  | 3     | 5:00  | Санта-Роза, США   |                                                        |
| Поражение    | 3-1         | Терри Мартин    | TKO (удары руками)                    | WEC 24: Full Force                         | 12 октября 2006  | 1     | 2:52  | Лемор, США        |                                                        |
| Победа       | 3-0         | Аики Каванауф   | KO                                    | KOTC: Mangler                              | 9 июня 2006      | 1     | 0:06  | Сан-Джасинто, США |                                                        |
| Победа       | 2-0         | Донни Райдер    | TKO (удары руками)                    | WEC 20: Cinco de Mayhem                    | 5 мая 2006       | 1     | 0:36  | Лемор, США        |                                                        |
| Победа       | 1-0         | Джонни Васкес   | TKO (удары руками)                    | KOTC 63: Final Conflict                    | 2 декабря 2005   | 1     | N/A   | Сан-Джасинто, США |                                                        |